# Plata skvrnitá
Plata skvrnitá (Xiphophorus maculatus) je druh ryby z čeledi živorodkovitých (Poeciliidae). Je to často chovaná akvarijní ryba, od níž se odvozuje několik chovatelských forem. Pochází ze Střední Ameriky.

## Popis
Tvarem těla se podobají měčovkám, samci však nemají meč na ocasní ploutvi. Zbarvení divoké formy je hnědavé s modře třpytivými boky. Ocasní ploutev zdobí dvě černé skvrny. Samci dorůstají maximální délky 4 cm, samičky do 6 cm. Maximální délka, do které mohou ve volné přírodě dorůstat, je 10 cm. Kromě divoké formy existuje nesčetně vyšlechtěných variant, přičemž mnohé formy pocházejí také z mezidruhových křížení, například s mečovkou mexickou či jinými druhy plat. Existují i jednobarevné černé, žluté a modré varianty.

## Ekologie a biotop
Žije společensky v mělkých sladkých vodách. Optimální teplota se pohybuje v rozpětí 23-25 °C, ale jedinci odchovávání po několik generací v akváriích mohou být adaptováni i na vyšší teploty. Je všežravá s převahou rostlinné potravy. Plata je i v přírodě velmi variabilní. To bylo spolu s lehkou krížitelností dobrým předpokladem pro vyšlechtění nejrůznějších forem. Kromě nich existují i ryby s extrémně prodlouženými zádovými ploutvemi, které zřejmě představují výsledek nějaké dědičné hormonální poruchy. Plata je, podobně jako i ostatní ryby této čeledi, živorodá. Při vrhu samice platy vypouštějí 50 až 100 mladých rybek.